# Carlos Monsiváis

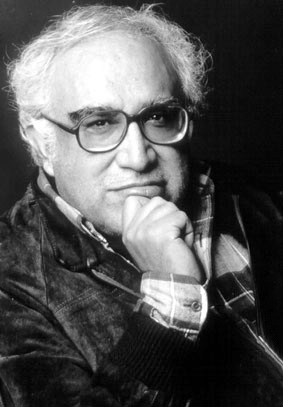
Carlos Monsiváis

Carlos Monsiváis (* 4. Mai 1938 in Mexiko-Stadt; † 19. Juni 2010 ebenda) war ein mexikanischer Journalist, Kolumnist, Essayist, Kritiker und Historiker.

## Leben
Monsiváis studierte Wirtschaftswissenschaften und Philosophie an der Universidad Nacional Autónoma de México. Seine Werke, einige von ihnen durch einen ironischen Unterton gekennzeichnet, zeugen von einem tiefen Verständnis der Wurzeln und der Entwicklung der Kultur des mexikanischen Volkes.
Er war vorwiegend bei der Zeitung El Universal tätig, schrieb aber auch politische Kolumnen für andere führende Zeitungen. Er galt als Meinungsführer der fortschrittlich denkenden Intellektuellen Mexikos.

## Bibliographie
Anthologien
- La poesía mexicana del siglo XX (1966)
- La poesía mexicana II, 1914–1979 (1979)
- La poesía mexicana III (1985)

Biographien
- Frida Kahlo: Una vida, una obra (1992)

Zeitzeugenberichte
- Principios y potestades (1969)
- Días de guardar (1971)
- Amor perdido (1976)
- De qué se ríe el licenciado (1984)
- Entrada libre, crónicas de la sociedad que se organiza (1987)
- Escenas de pudor y liviandad (1988)
- Los rituales del caos (1995)

Essays
- Características de la cultura nacional (1969)
- Historias para temblar: 19 de septiembre de 1985 (1988)
- Yo te Bendigo Vida (2002)

Erzählungen
- Nuevo catecismo para indios remisos (1982)

## Auszeichnungen
- 1977: Premio Nacional de Periodismo für den Zeitzeugenbericht Siempre!
- 1989: Premio Mazatlán de Literatura für Escenas de pudor y liviandad.
- 1995: Premio Xavier Villaurrutia für Rituales del caos
- 1998: Prinz-Claus-Preis[1]
- 2000: Premio Anagrama de Ensayo für die Essaysammlung Aires de familia. Cultura y sociedad en América Latina.
- 2005: Premio nacional de Ciencias y Artes de México in der Kategorie "Lingüística y Literatura"[2]
- 2006: Juan Rulfo Preis